# Мортенсен, Карлос
Хуа́н Ка́рлос Мортенсен (исп. Juan Carlos Mortensen, род. 13 апреля 1972, Амбато, Эквадор) — профессиональный игрок в покер, победитель главного турнира Мировой серии покера 2001 года, обладатель двух браслетов WSOP. Член Зала славы покера с 2016 года. 
Его прадед переселился из Дании в Эквадор ещё в конце XIX века.
Известен своим агрессивным стилем игры и необычной манерой составлять фишки.
Карьеру игрока в покер начал в конце 90-х годов. В 2001 году он одержал победу на главном турнире WSOP, в финале обыграв Дуэйна Томко (K♣ Q♣ против A♠ A♥). Победа в турнире принесла ему $1 500 000. В 2003 году Мортенсен выиграл свой второй браслет, победив на турнире по лимит холдему с бай-ином $5000.
В 2004 году он одержал победу на турнире Мирового тура покера и является одним из пяти игроков, побеждавших на главных турнирах WPT и WSOP.
На конец 2008 года сумма призовых Мортенсена составила $8 602 384.